# Georg Vivigenz von Wedel
Georg Vivigenz von Wedel (auch: Wedell; * 17. Oktober 1710 in Malchow; † 30. September 1745 bei Soor) war preußischer Oberstleutnant und Ritter des Ordens Pour le Mérite.

## Herkunft

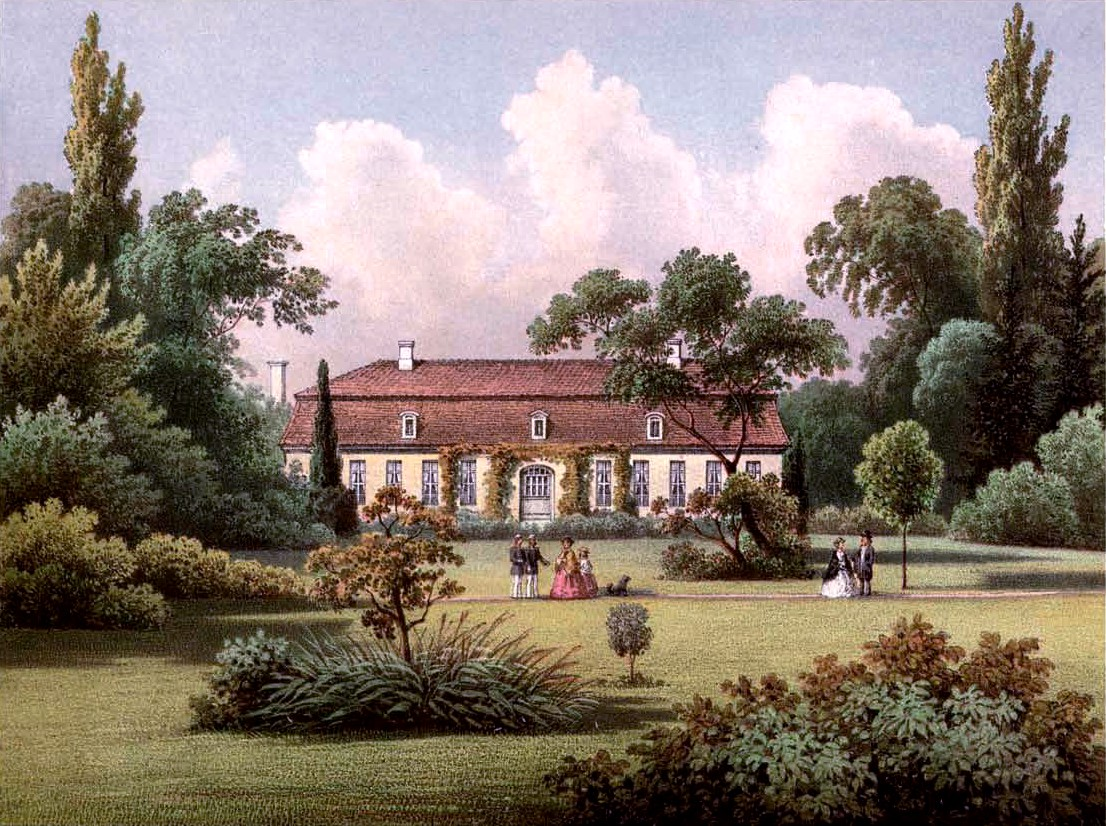
Gut Göritz, Uckermark, 1862/63 nach Alexander Duncker

Die Adelsfamilie Wedel gehört dem pommerschen Uradel an. Sein Vater Georg Wilhelm (* 1661; † 13. Juli 1731) war Landrat der Uckermark, Obergerichtsdirektor und Erbherr auf Göritz, seine Mutter war Marie Salome von Eickstedt († 1731) aus dem Haus Eichstedt. Der Generalleutnant Carl Heinrich von Wedel war sein Bruder.

## Militärkarriere
Georg Vivigenz von Wedel trat als Gefreiterkorporal dem preußischen Militär bei und kam zum Leibregiment des Königs (Nr. 6). Nach der Thronbesteigung Friedrich II. wurde er als Major zum Kronprinzenregiment versetzt und wurde dort Kommandeur eines Grenadierbataillons. Am 14. Mai 1741 erhielt er seine Beförderung zum Oberstleutnant.
Nachdem die Preußen im Oktober 1744 auf einen wenig aussichtsreichen Angriff auf die starke österreichische Stellung bei Marschowitz verzichtet hatten, wurde dies als Misserfolg empfunden, was sich sehr nachteilig auf die Truppenmoral auswirkte und zu zahlreichen Desertionen führte. Am 8. und 9. November überschritt die von Entbehrungen geplagte preußische Armee unter Friedrich II. die Elbe bei Neu-Kolin und konnte so ein natürliches Hindernis zwischen die eigenen Truppen und den nachrückenden Österreichern und Sachsen bringen.
Oberstleutnant Wedel gelang es mit seinem etwa 400 Mann starken Grenadierbataillon unweit der Ortschaft Teltschitz am 19. November 1744, den nachdrängenden Feind mehrere Stunden am Elbübergang zu hindern. Hinhaltend erwehrten sich die Preußen einer nahezu zehnfachen Übermacht des Feindes. Der durch Wedel und seine Männer geleistete Widerstand war so wirksam, dass die Absicht des Feindes, die Armee des Königs in ihren Quartieren zu überfallen, vereitelt wurde und der Rückzug geordnet fortgesetzt werden konnte. Diese Leistung bewunderte Friedrich II. so sehr, dass er sie mit dem Kampf des Leonidas an den Thermopylen verglich. Auch Wedels Gegner zollten ihm Hochachtung. Sein militärisches Geschick und seine Tapferkeit brachten Wedel schließlich den Pour le Mérite ein.
Im Zweiten Schlesischen Krieg zeichnete sich Wedel weiterhin aus. In der Schlacht bei Hohenfriedberg im Juni 1745 kämpfte sein Bataillon entschlossen im ersten Infanterietreffen auf dem rechten Flügel. Der Feind wurde mit dem Bajonett zurückgedrängt. Eine Belobigung vom König folgte.
Am Vormittag des 30. September 1745 fiel Wedel in der Schlacht bei Soor bei dem ersten Angriff auf die Graner Koppe.  Prinz Heinrich von Preußen widmete ihm eine Gedenktafel auf seinem Rheinsberger Obelisken.